# Den kinesisk-sovjetiske grænsekonflikt
 Der er for få eller ingen kildehenvisninger i denne artikel, hvilket er et problem. Du kan hjælpe ved at angive troværdige kilder til de påstande, som fremføres i artiklen.

Den kinesisk-sovjetiske grænsekonflikt var en militær konflikt imellem Folkerepublikken Kina og Sovjetunionen. Konflikten varede syv måneder, dog uden at der officielt blev udsendt krigserklæringer. Konflikten markerede højdepunktet i det kinesisk-sovjetiske brud i 1969. Selvom de militære sammenstød ophørte i 1969, blev de mere grundlæggende uoverensstemmelser først løst ved den kinesisk-sovjetiske grænseaftale i 1991.
Det alvorligste grænsesammenstød, som var nær ved at føre til krig imellem de to kommunistiske stater, fandt sted i marts 1969 i nærheden af øen Zhenbao i Ussuri-floden.